# Tutaibo
Tutaibo es un género de arañas araneomorfas de la familia Linyphiidae. Se encuentra en América.

## Lista de especies
Según The World Spider Catalog 12.0:
- Tutaibo anglicanus (Hentz, 1850)
- Tutaibo debilipes Chamberlin, 1916
- Tutaibo formosus Millidge, 1991
- Tutaibo fucosus (Keyserling, 1891)
- Tutaibo niger (O. Pickard-Cambridge, 1882)
- Tutaibo phoeniceus (O. Pickard-Cambridge, 1894)
- Tutaibo pullus Millidge, 1991
- Tutaibo rubescens Millidge, 1991
- Tutaibo rusticellus (Keyserling, 1891)
- Tutaibo velox (Keyserling, 1886)